# BC Brno
BC Brno je košarkaški klub iz Brna, Češka. Poznat je po svojim starijim nazivima Sokol, Slavia, Zbrojevka, Spartak i BVV.U šezdesetima je bio zajedno uz Slaviju iz Praga jedan od tadašnjih najjačih europskih klubova.

## Uspjesi
Prvenstvo Češke :.
- 1994., 1995., 1996.

Prvenstvo Čehoslovačke:
- 1946., 1947., 1948., 1949., 1950., 1951., 1952., 1953., 1958., 1962., 1963., 1964., 1967., 1968., 1976., 1977., 1978., 1986., 1987., 1988., 1990.

Kup prvaka:
- Finalist: 1964., 1968.

Kup pobjednika kupova:
- Finalist: 1974.